# Günther Ungeheuer
Günther Ungeheuer (* 15. Dezember 1925 in Köln; † 13. Oktober 1989 in Bonn) war ein deutscher Bühnen-, Film- und Fernsehschauspieler und Synchronsprecher.

## Leben
Mit 17 Jahren begann Günther Ungeheuer 1942 eine Ausbildung an der Schauspielschule der Städtischen Bühnen in Köln, wenig später wurde er zum Kriegsdienst im Zweiten Weltkrieg eingezogen. Nach der Rückkehr aus amerikanischer Kriegsgefangenschaft spielte er ab 1945 in Köln und Bonn Theater. Weitere Stationen seiner Bühnentätigkeit, bei der er unter anderem bei den Bad Hersfelder Festspielen als „Mackie Messer“ auftrat, als „Orest“ und als „Hamlet“, sowie Schillers „Fiesco“ und den „Jago“ in Shakespeares Othello spielte, waren Trier, Münster und Oberhausen, sowie acht Jahre am Deutschen Theater in Göttingen.
In seinen zahlreichen Film- und Fernsehrollen verkörperte er aufgrund seiner eindrucksvollen Physiognomie hauptsächlich Gangster und andere Bösewichte. Der fiese Soldat in seinem Filmdebüt Hunde, wollt ihr ewig leben? (Regie: Frank Wisbar), der KZ-Aufseher neben Götz George als Häftling  in Mensch und Bestie (1963) und auch eine Kiezgröße in Polizeirevier Davidswache von Jürgen Roland 1964 waren nur einige seiner über 100 Rollen in Film- und Fernsehproduktionen.
In dem Straßenfeger Ein Mann namens Harry Brent von Francis Durbridge spielte er den Titelhelden. Auch in den beliebten Krimi-Serien Der Kommissar, Derrick, Der Alte und Tatort war er in den 1970er Jahren vertreten. In den 1980er Jahren versuchte er, sich von seinem Schurken-Image zu lösen, und agierte, von der Kritik durchaus als beachtenswert eingestuft, in Komödien wie Sigi, der Straßenfeger (1984) und in Didi auf vollen Touren (1986) und Didi – Der Experte (1988) von Dieter Hallervorden.
Günther Ungeheuer starb 1989 mit 63 Jahren in einem Krankenhaus in Bonn an Lymphdrüsenkrebs. Seit 1952 war er mit Roswitha Krämer verheiratet, welche auch seine Managerin war. Seine Grabstelle liegt auf dem Friedhof Schwall bei Emmelshausen im Hunsrück.

### Synchron und Hörspiel
Auch als Synchronsprecher war Ungeheuer tätig. So lieh er seine Stimme unter anderem Allan D. Mercant in der Serie Perry Rhodan des Europa-Hörspiel-Labels und George Raft in Todesangst bei jeder Dämmerung, Jean Yanne in Weekend und Claude Brasseur. 1969 sprach er den Paul Cox in dem Hörspiel Gestatten, mein Name ist Cox – Heißen Dank fürs kalte Büffet unter der Regie von Heinz-Günter Stamm. Drei Jahre zuvor sprach er im elften Paul-Temple-Mehrteiler (Titel Paul Temple und der Fall Genf) von Francis Durbridge unter Regisseur Otto Düben die Hauptfigur des Danny Clayton. Ebenfalls 1966 sprach er die Rolle des James Thoday in Glocken in der Neujahrsnacht von Dorothy L. Sayers. Die Regie in dieser BR-Produktion führte Otto Kurth. 1975 sprach er außerdem 'Prinz Arco – der Schwarze Ritter' auf LP. Seine markante Stimme verschaffte ihm zahlreiche Engagements bei Plattenfirmen, die ihn als Erzähler für ihre in den 1980er Jahren produzierten Gruselserien engagierten.

## Filmografie (Auswahl)
- 1959: Drillinge an Bord
- 1959: Hunde, wollt ihr ewig leben
- 1960: Der letzte Fußgänger
- 1963: Mensch und Bestie (Die Flucht)
- 1964: Polizeirevier Davidswache
- 1965: Diamantenbillard (Un milliard dans un billard)
- 1965: Die selige Edwina Black
- 1966: Maigret und sein größter Fall
- 1966: 4 Schlüssel
- 1967: Polizeifunk ruft – Das sichere Versteck
- 1967: Heißes Pflaster Köln
- 1967: Das Kriminalmuseum – Folge 24: Das Amulett
- 1967: Freitag muss es sein
- 1967: Das Kriminalmuseum – Folge 30: Die Briefmarke
- 1967: Das Kriminalmuseum – Folge 34: Das Kabel
- 1968: Ein Mann namens Harry Brent (Fernsehdreiteiler)
- 1968: Das Kriminalmuseum – Folge 40: Der Scheck
- 1969: Der Kommissar – Folge 5: Ein Mädchen meldet sich nicht mehr
- 1969: Percy Stuart – Vendetta
- 1970: Der Kommissar – Folge 22: Tod eines Klavierspielers
- 1970: Der schwarze Graf (Fernsehserie)
- 1970: Dem Täter auf der Spur – Folge 8: Froschmänner
- 1971: Erotik im Beruf – Was jeder Personalchef gern verschweigt
- 1971: Großstadtprärie
- 1971: Napoleon und Joghurt (Fernsehfilm)
- 1971: Dem Täter auf der Spur – Folge 10: Tod am Steuer
- 1973: Tatort: Cherchez la femme oder die Geister vom Mummelsee
- 1973: Der Kommissar – Folge 63: Sonderbare Vorfälle im Hause von Professor S.
- 1973: Dem Täter auf der Spur – Folge 17: Stellwerk 3
- 1974: Tatort: Gefährliche Wanzen
- 1976: Derrick – Folge 27: Risiko
- 1977: Sonderdezernat K1 – 2:1 fürs SK1
- 1977: Der Alte – Zwei Mörder
- 1977: Der Alte – Blütenträume
- 1977: Tatort: Das stille Geschäft
- 1978: Paul kommt zurück
- 1978: Der Alte – Marholms Erben
- 1979: Tatort: Freund Gregor
- 1982: Der Alte – „Ich werde dich töten“
- 1982: Jägerschlacht
- 1982: Tatort: So ein Tag…
- 1983: Tatort: Der Schläfer
- 1983: Is was, Kanzler?
- 1983: Die Krimistunde (Fernsehserie, Folge 8, Episode: "Ein Toter meldet sich zu Wort")
- 1984: Sigi, der Straßenfeger
- 1984: Derrick – Gangster haben andere Spielregeln
- 1984: Der Alte –  Die Tote im Schloßpark
- 1985: Geschichten aus der Heimat (Fernsehserie) Episode: Die Bauernfänger
- 1986: Didi auf vollen Touren
- 1988: Didi – Der Experte
- 1988: Derrick – Das Ende einer Illusion
- 1988: Geschichten aus der Heimat (Fernsehserie) Episode: Das Rendezvous
- 1989: Derrick – Rachefeldzug